# Opopaea sedata
Opopaea sedata là một loài nhện trong họ Oonopidae.
Loài này thuộc chi Opopaea. Opopaea sedata được miêu tả năm 1940 bởi Gertsch & Mulaik.